# Universidade Nove de Julho

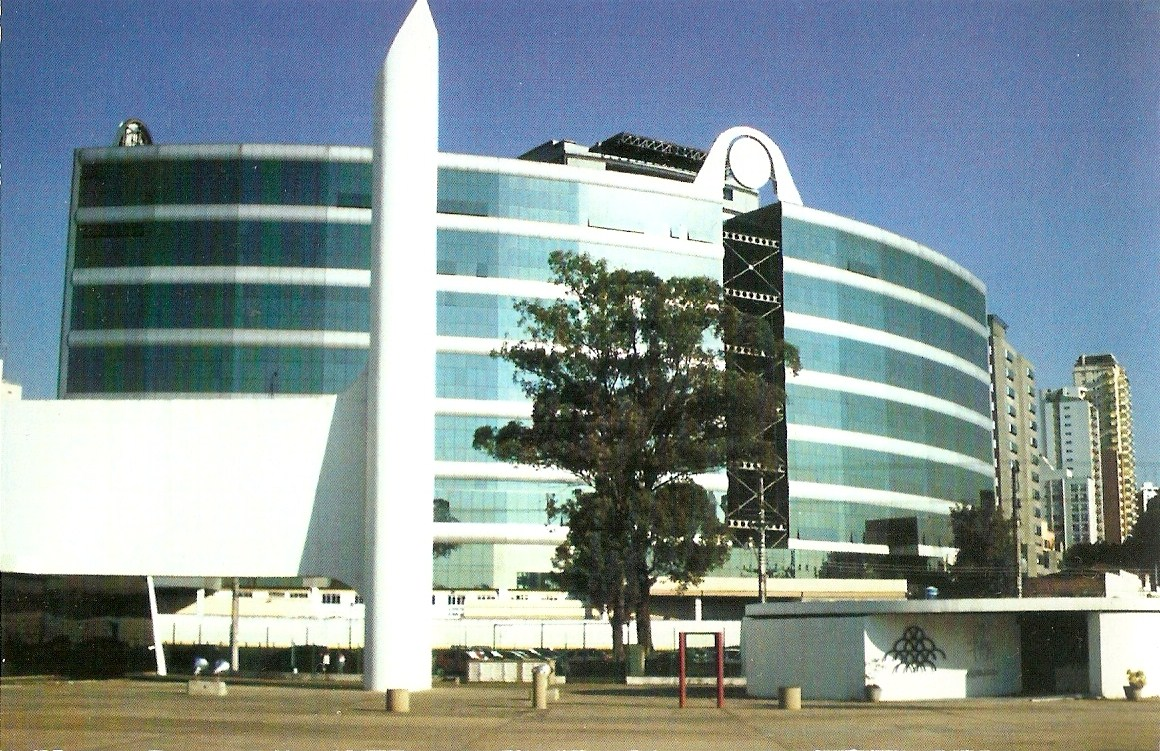
Campus Memorial, Barra Funda

A Universidade Nove de Julho (UNINOVE) é uma instituição de ensino superior privada brasileira, sediada em São Paulo, com cursos de nível Técnico, Graduação, Aprimoramento, Mestrado e Doutorado, tanto em modalidade presencial quanto EAD, em diversas áreas.
Os campi estão localizados nos bairros paulistas: Vila Maria, Barra Funda (Campi Memorial), Liberdade (Campi Vergueiro), Santo Amaro, Vila Prudente, Bauru, Guarulhos, Mauá, São Bernardo do Campo e Osasco, com o curso de medicina conceito 5 no MEC - no Ranking Universitário da Folha de S.Paulo (RUF) de 2019, a UNINOVE obteve o 4º lugar entre as melhores universidades privadas de São Paulo.
Durante a pandemia da COVID-19, em parceria entre a universidade e o governo de São Paulo, foram construídos 20 novos leitos de UTI no Hospital do Mandaqui, na Zona Norte da capital.
No dia 15 de abril de 2021, a universidade, junto com a prefeitura de São Paulo, entregou para a população paulistana o Hospital de Transição para tratamento de COVID-19, Hospital Profª Lydia Storópoli, o local conta com capacidade para 212 leitos de alta, média e baixa complexidade.

## Críticas e controvérsias
Em 2008, o Ministério Público Federal recebeu variadas reclamações com relação à demora da UNINOVE em entregar os diplomas, o que chamou a atenção da mídia. Segundo a própria universidade: o prazo de entrega dos diplomas era de 12 a 15 meses, entretanto, o Ministério Público recomendou como prazo 90 dias para entrega.
Em fevereiro de 2008, um calouro do curso de Propaganda e Marketing foi espancado por veteranos; de acordo com o novo aluno, ele se recusou a participar de um trote e recebeu agressões.
Em junho de 2018 o reitor da universidade virou réu por suspeita de corrupção; o esquema envolveria o pagamento de propina para manter benefícios tributários com a prefeitura.
No site de reclamações contra empresas, produtos e serviços - o Reclame Aqui -, a universidade é avaliada como uma empresa de nível bom no critério geral, com nota do consumidor sendo 7,4.